# Abiotički faktori
Abiotički faktori su uticaji nežive prirode. oni se dele na:
- klimatski (svetlost, temperatura, vlažnost, strujanje vazduha, sunčevo zračenje ...)
- edafski - zemljište (hemijske i fizičke osobine zemljišta)
- orografski - reljef (nagib terena, okrenutost stranama sveta, razuđenost obale ...)

## Temperatura
- Poikilotermni hidrobionti su organizmi koji žive u vodi. Oni imaju temperaturu tela istu kao i temperature vode. Većina hidrobionata su poikilotermi. Euritermni hidrobionti dobro podnose kolebanja temperature.
- Stenotermni slabije podnose kolebanja temperature.
- Poikilotermija (grč. poikilos - tačkast, varijabilan + therme – toplota) je sposobnost organizma da se prilagodi na varijacije temperature u okolini. Izmene telesne temperature variraju u skladu s temperaturom okoline.
- Ektotermija (grč. ecto – spolja + therme – toplota) je regulacija, odnosno izmena telesne temperature u skladu s izmenama temperature okoline.
- Euritermalan organizam (grč. eurys – širok) je sposoban za rast na širokom rasponu temperatura. Neke bakterije se optimalno razvijaju na temperaturama od 28°C do 50°C.
- Stenotermalan organizam (grč. steno - uzak) je sposoban za optimalan rast u vrlo uskom rasponu temperatura.

## Temperatura vode
Voda ima visok toplotni kapacitet što uzrokuje njeno sporo zagrevanje i hlađenje. To s jedne strane uzrokuje prilično spore promene temperature vode, što je dobro za organizme, ali s druge strane dovodi do velike zavisnosti temperature organizama i temperature vode, što za organizme nije dobro. 
Temperatura vode utiče na životne procese u vodi, ali i na sama svojstva vode; gustinu, mogućnost rastvaranja, fiziološko delovanje gasova, parcijalnih pritisaka ... Temperaturna stratifikacija vode je uslovljena delovanjem vazduha i Sunca s jedne strane, a Zemlje s druge strane.

## Literatura
- Benito Hogan. 2010. Abiotic factor. Encyclopedia of Earth. eds Emily Monosson and C. Cleveland. National Council for Science and the Environment. Washington DC
- Abiotic Components from the Department of Biodiversity and Conservation Biology, University of the Western Cape (Republic of South Africa)